# Martina Armini
Martina Armini (Marino, 19 settembre 2002) è una pallavolista italiana, libero della Bergamo 1991.

## Carriera

### Club
La carriera di Martina Armini inizia nelle file del Volleyrò: con le squadre giovanili del club romano, nel ruolo di schiacciatrice, partecipa a diverse finali nazionali di categoria vincendone l'edizione 2018 in under 16 e quella dell'anno successivo in under 18.
Nella stagione 2020-21 entra a far parte della squadra federale del Club Italia, in Serie A2,  modificando anche il ruolo in libero. L'anno successivo fa il suo debutto nella massima serie nazionale grazie all'ingaggio da parte del Chieri '76. Per il campionato 2022-23 veste la maglia della Wealth Planet Perugia, in quello 2023-24 la maglia della Savino Del Bene e nella stagione 2024-25 quella del Bergamo 1991, sempre in Serie A1.

### Nazionale
Ottiene le prime convocazioni nelle nazionali giovanili nel 2018: con l'under 18 conquista la medaglia di argento al Campionato mondiale 2019 in Egitto, mentre con l'under 20 il titolo mondiale nell'edizione 2021 del campionato di categoria, ottenendo anche il premio come miglior libero della manifestazione. Nel 2022, con la nazionale under 21 conquista la medaglia d'oro al campionato europeo, disputato in Italia.
Nel 2025 ottiene le prima convocazioni nella nazionale maggiore, con cui, nello stesso anno, vince la medaglia d'oro ai XXXII Giochi mondiali universitari.

## Palmarès

### Nazionale (competizioni minori)
- Campionato mondiale under 18 2019
- Campionato mondiale under 20 2021
- Campionato europeo under 21 2022
- Giochi mondiali universitari 2025

### Premi individuali
- 2021 - Campionato mondiale under 20: Miglior libero